# Sōsuke Aizen
Sōsuke Aizen (藍染 惣右介?, Aizen Sōsuke) è l'antagonista principale della prima parte della serie manga e anime Bleach di Tite Kubo, in cui si pone come avversario finale di Ichigo e compagni della Saga degli Arrancar e, di conseguenza, della Battaglia nella falsa Karakura.

## Aspetto e personalità
Occhiali quadrati, viso affabile e capelli quasi davanti agli occhi: così si mostra nelle sue prime apparizioni il comandante della Quinta Divisione, da tutti ritenuto una persona rispettabile e pacifica. Scoperto il suo piano, tuttavia, Aizen getta la maschera e mostra il suo vero aspetto: senza occhiali, capelli tirati all'indietro e un ciuffo che continuamente gli pende davanti al viso; la sua vera indole, inoltre, è quella di un essere sadico che non mostra alcun riguardo verso gli altri ma anzi li usa a suo piacimento facendo leva sulle loro debolezze. Nonostante ciò Aizen utilizza sempre un linguaggio formale e cortese, anche se in caso di minima contraddizione non esita a cambiare subito tono e a lanciare sguardi intimidatori temuti persino da esseri del calibro di Grimmjow Jeagerjaques.
Nonostante il carattere assolutamente negativo del personaggio è innegabile il fascino che riesce a esercitare su diversi soggetti, tra cui la sua ex luogotenente Momo Hinamori, Orihime, Loly Aivirrne e Menoly Mallia: Aizen è infatti dotato di grande carisma e capacità di comando ed è capace di comprendere in un istante cosa pensano i suoi interlocutori anche se li ha appena conosciuti. È inoltre un provocatore estremamente abile ed è in grado di far vedere le cose in modo diverso a coloro cui espone i suoi contorti quanto efficaci ragionamenti. Le uniche persone di cui si fida sono Gin Ichimaru, col quale sembra talmente in confidenza da esporgli i suoi veri piani anche se rimane sempre velatamente guardingo e sospettoso nei suoi confronti, e Ulquiorra Schiffer, al quale affida le missioni più importanti.
Secondo Ichigo, tuttavia, a dispetto della sua malvagità Aizen ha sempre provato una profonda solitudine causata dal fatto di essere un tale prodigio come Shinigami che nessuno potesse rivaleggiare con lui o capire cosa provasse: proprio a causa di questo avrebbe rinunciato alla speranza di trovare un degno avversario decidendo di diventare un essere che andasse al di là della distinzione tra Shinigami e Hollow. Per la stessa ragione, tuttavia, Ichigo ritiene che Aizen, dopo essere stato sconfitto, non desiderasse altro che essere di nuovo un semplice Shinigami: a supporto di questa teoria vi è il fatto che Aizen, sin dalla nascita del protagonista, lo ha seguito passo passo guidando ogni evento della sua vita per far sì che diventasse sempre più potente in modo da poter diventare col tempo l'unico in grado di affrontarlo.

## Storia
Durante la Saga del Pendolo, ambientata cento anni prima della storia, Aizen ricopriva il rango di luogotenente della Quinta Divisione sotto il capitano Shinji Hirako, futuro leader dei Vizard, e già all'epoca collaborava con Kaname Tōsen e Gin, a quel tempo ancora un bambino ma comunque già un killer provetto. Aizen aveva provato ad usare diversi Shinigami per i suoi esperimenti ma tutte le sue cavie, eccetto i futuri Vizard, erano stati dei fallimenti; tentando di rintracciare Shinji e il suo gruppo Aizen crea, utilizzando l'anima di uno Shinigami, un Hollow chiamato White e progettato appositamente per hollowificare gli Shinigami: dopo il suo attacco a Isshin Shiba e l'hollowficazione di Masaki Kurosaki, Aizen rimane in disparte curioso di vedere quello che potrà succedere.
Preparando gli eventi dall'ombra, Aizen fece in modo che Rukia Kuchiki si incontrasse con Ichigo Kurosaki in modo che potesse diventare uno Shinigami: da lì, inviando Hollow nella città di Karakura per avvisare la Soul Society del luogo in cui ottenere l'Hōgyoku (nascosto nel suo corpo), Aizen ha creato un'elaborata cospirazione tra i capitani del Gotei 13 uccidendo segretamente i membri delle Camera dei 46 e usando la sua zanpakutō li ha sostituiti con un'illusione in modo da condannare a morte Rukia. Gin simula quindi la morte di Aizen per far combattere capitani e luogotenenti tra di loro finché il capitano Unohana scopre la verità mentre Aizen rimuove l'Hōgyoku da Rukia prima di scappare con Gin e Tōsen nell'Hueco Mundo. Nel mondo degli Hollow Aizen inizia a preparare il suo vero piano: usare l'Hōgyoku per sacrificare le anime della città di Karakura al fine di creare una chiave per uccidere il Re delle Anime.
Aizen inizia quindi a rafforzare diversi Arrancar al suo servizio usando l'Hōgyoku e invia parte dei suoi Espada nel mondo dei vivi per ottenere informazioni su Ichigo; sostenendo di avere un interesse per il suo potere, Aizen fa portare Orihime a Las Noches con il pretesto di aver bisogno di lei per salvare il deteriorato Hōgyoku: in realtà il rapimento era uno stratagemma per indurre Ichigo e i suoi amici a tentare un salvataggio in modo da ridurre fortemente le forze della Soul Society in vista del suo attacco alla città di Karakura. La sconfitta di Staark e Baraggan convince Aizen che ha superato i suoi stessi servitori e colpisce Halibel per affrontare personalmente i nemici: di fronte a Ichigo, che è l'unica persona non influenzata dalla sua Zanpakutō, Aizen rivela il suo ruolo nella vita e nelle lotte del giovane giungendo quasi a svelargli il suo lignaggio quando Isshin interviene; Aizen rivela allora di aver assorbito l'Hōgyoku, che riconoscendolo come padrone gli permette di esprimere il desiderio di ottenere una forma ibrida tra Shinigami e Hollow.
Aizen si dirige quindi verso la Soul Society ma viene ferito a morte da Gin, che rivela di averlo sempre ingannato fingendo di essere il suo braccio destro fino a quando non fosse giunto il momento ideale per tradirlo; la sua volontà di sopravvivere riceve tuttavia risposta dall'Hōgyoku, che gli consente di evolvere in un'altra forma e ferire mortalmente Gin mentre arriva Ichigo. Anche se inizialmente si aspetta che non sia una minaccia a causa della sua improvvisa mancanza di energia spirituale, Aizen si ritrova sopraffatto dalla nuova forza di Ichigo, che grazie agli insegnamenti di suo padre e al sacrifico dei suoi poteri riesce a indebolire Aizen al punto che l'Hōgyoku non lo riconosce più come padrone, il che fa sì che l'ex capitano venga riportato alla sua forma umana e sigillato in un Kido speciale creato da Urahara.
Dieci giorni dopo Aizen, costretto su una sedia da numerosi sigilli che lasciano liberi solo bocca, naso e un occhio, viene condannato dalla Camera dei 46 a scontare una pena di 18.800 anni nel livello più basso, l'ottavo, della prigione conosciuta come Muken: Aizen commenta con arroganza il fatto che esseri come i 46 si sentano in grado di giudicarlo, per cui la sua pena viene portata a 20.000 anni e i sigilli completati.
Tempo dopo, quando il Wandenreich invade la Soul Society, Yhwach chiede ad Aizen di unirsi a loro ma l'ex capitano rifiuta e ritarda sufficientemente la conversazione per costringere il leader dei Quincy a ritirarsi; durante la seconda invasione da parte del Wandenreich, con la violazione del Palazzo del Re delle Anime, Aizen viene visitato dal nuovo comandante Shunsui Kyōraku: mentre toglie il bavaglio in modo che Aizen possa parlare, lo stesso riesce a togliersi gli altri sigilli da solo ad eccezione degli ultimi due e, una volta liberato, Aizen accompagna Shunsui nel Seireitei dove è necessario il suo potere quando Yhwach raggiunge le camere del Re dell'Anima e uccide la divinità mentre prende i suoi poteri. Aizen usa i suoi poteri per distruggere le creature oscure che Yhwach ha prodotto dal suo corpo prima di creare un percorso per il Palazzo del Re delle Anime; in seguito combatte con lo stesso Yhwach, recitando un ruolo nella battaglia finale quando quasi si fa uccidere usando la sua illusione per dare a Ichigo un'apertura per ferire mortalmente Yhwach. Alla fine, sentendo le parole di Yhwach a seguito della sua sconfitta per mano di Ichigo, Aizen ritorna volentieri nella sua cella.
Dieci anni dopo Aizen sente che gli ultimi resti del reiatsu di Yhwach sono completamente scomparsi e ricorda le ultime parole su come la sua sconfitta significasse la continuazione della morte e la paura che l'accompagnava, osservando che il mondo che Yhwach voleva sarebbe stato un paradiso fallito; l'ex capitano afferma inoltre che creare un mondo del genere si tradurrebbe in uno che sarebbe senza speranza e osserva che mentre le persone potrebbero attraversare la vita semplicemente vivendo, non è paragonabile a individui coraggiosi come Ichigo.

## Zanpakutō
La zanpakutō di Aizen si chiama Kyōka Suigetsu (鏡花水月?): letteralmente il nome significa "Fiore allo specchio, Luna riflessa nell'acqua" e riprende un proverbio cinese secondo cui sono entrambe cose che possono essere viste ma non toccate, in riferimento al suo potere illusorio. Nella sua forma sigillata ha l'aspetto di una normale katana.
Lo Shikai viene rilasciato al comando "spezzati" (砕けろ?, kudakero) e crea un'illusione nella mente dell'avversario che coinvolge tutti i suoi sensi, la cosiddetta "ipnosi totale" (完全催眠?, Kanzen Saimin): è una tecnica quasi perfetta ma comunque non infallibile, dal momento che il capitano della quarta divisione Retsu Unohana aveva compreso che qualcosa non andava nel falso cadavere di Aizen pur non riuscendo a comprendere cosa.

La caratteristica più spaventosa di questo potere consiste nel fatto che una volta visto il rilascio della spada Aizen può condizionare le sue vittime quando vuole senza bisogno di mostrare nuovamente lo Shikai; come affermato da Gin, ma già intuito in precedenza da Yamamoto, il solo modo per sfuggire ai poteri di questa zanpakutō è toccarne la lama prima che venga attivata l'Ipnosi Totale; Tosen, essendo non vedente, ne è invece sempre immune.

Prima dell'insurrezione del suo portatore Kyōka Suigetsu era conosciuta nella Soul Society come una zanpakuto di tipo Ryusui in quanto si credeva che il suo potere fosse quello di usare i riflessi della nebbia e dell'acqua corrente per far sì che i nemici si attaccassero a vicenda; dopo che Aizen ne svela i reali poteri, tuttavia, si scopre che in realtà la sua è una zanpakuto di tipo illusorio, nonché la più potente della sua categoria.

## Poteri e abilità
Aizen è uno dei personaggi più potenti di tutto il manga di Bleach. Nel "libro delle anime" di Bleach, il databook ufficiale della serie redatto da Tite Kubo, è presente uno schema che riassume tutte le sue caratteristiche:
- Potere offensivo (攻撃力?): 100
- Potere difensivo (防御力?): 90
- Agilità (機動力?): 90
- Arti demoniache ・ Forza spirituale (鬼道・霊圧?): 100
- Intelligenza (知力?): 100
- Stamina (体力?): 80
- Totale: 560
- In percentuale: 93,33%

### Capacità di base
Aizen, anche senza rilasciare il potere terrificante di Kyoka Suigetsu, è uno Shinigami eccezionale: la sua velocità è impressionante, tanto che egli stesso, durante il confronto con Urahara nella Falsa Karakura, dichiara che il suo corpo non ha mai avuto rivali in tutta la Soul Society. Lo stesso Ichigo, che stava attentamente osservando Aizen, si è reso che quest'ultimo gli fosse giunto di fronte e gli avesse toccato il petto solo dopo che tutto ciò era già avvenuto. Con un solo fendente è stato in grado di tagliare in profondità l'enorme Bankai di Komamura (tagliando anche il suo braccio e la zanpakuto) e di sconfiggere tutti i capitani del Gotei 13 con un solo colpo ciascuno. La sua abilità nel Kido è abissale, tanto da riuscire, durante la saga del Pendolo, a fermare un Hado 88 del Grande Maestro del Kido (presumibilmente il più grande esperto di Kido della Soul Society a quel tempo) quando era solo un luogotenente; in più è riuscito ad evocare più volte incantesimi di livello novanta senza l'uso del kotodama, infatti riesce ad utilizzare anche l'ultimo tra tutti i sortilegi, il 99, senza accusare la benché minima difficoltà. Alla collina del Sokyoku è riuscito a fermare il Bankai di Ichigo, Tensa Zangetsu, utilizzando solamente un dito, questo a dimostrazione della sua elevata forza fisica, dimostrata anche dall'aver fermato con una mano sola il gigantesco Shikai di Komamura. Quando Ichigo con la maschera da Hollow ha cercato di colpirlo con il suo Getsuga Tensho concentrato nella spada, inoltre, è stato in grado di bloccarlo con una mano senza il minimo sforzo. La sua intelligenza è eccezionalmente spiccata: anche lui, infatti, oltre ai numerosi calcoli e alle numerose previsioni all'interno della storia, riuscì a creare un Hōgyoku come quello di Urahara, ma a differenza di questi riuscì a comprenderne il reale potere; inoltre riuscì a creare delle Asauchi Hollow, usando un procedimento analogo a quello di Ouetsu Nimaiya, che diede ai suoi Arrancar e con cui contagiò Ichigo Kurosaki. Per sua stessa ammissione, Urahara è l'unico nella Soul Society con un intelletto superiore al suo. Per finire il suo reiatsu è talmente elevato che con una lieve emanazione è riuscito a mettere in ginocchio un Espada potente come Grimmjow in un attimo; inoltre ha cercato di far precipitare giù il Palazzo Reale dalla Seireitei (malgrado la grandissima distanza) con la semplice pressione spirituale, asserendo di riuscirci nonostante i lacci che teoricamente avrebbero dovuto reprimerlo. Quest'ultima qualità, superiore a quella di chiunque altro all'interno della storia, gli ha valso infatti il titolo di Potenziale Bellico Speciale nella Saga della Guerra dei Mille Anni.

### Hōgyoku
Aizen, nonostante abbia capacità già di per sé eccezionali, che lo rendono uno degli Shinigami più potenti dell'intera storia della Soul Society, è in grado di aumentare ancora di più le sue abilità, portandole ad un livello che va oltre la concezione di questi ultimi e degli Hollow. Tutto ciò è reso possibile dall'Hōgyoku: tramite quest'oggetto dai poteri incredibili, Aizen non solo creò il suo esercito di Arrancar, ma riuscì anche a trovare un modo per potenziare sé stesso.
Aizen usa per la prima volta i poteri dell'Hōgyoku su sé stesso quando, colpito dal Getsuga Tenshō di Ichigo, riuscì a rigenerare completamente la grande ferita formatasi dopo il colpo subito. Inizialmente Ichigo la scambia per la rigenerazione usata dagli Hollow, tuttavia Aizen lo smentisce subito, dicendo che si tratta semplicemente di un istinto protettivo nei confronti del proprio padrone e che lui non si abbasserebbe mai ad Hollowificarsi. Dopo aver detto ciò, l'antagonista si apre la veste, mostrando la gemma conficcata nello sterno.
Grazie alla fusione con l'Hōgyoku, i poteri di Aizen raggiungono livelli inimmaginabili, tanto che Isshin Kurosaki e Kisuke Urahara non riescono ad avvertire minimamente la sua forza spirituale.
Con il procedere degli scontri, Aizen sviluppa diversi stadi evolutivi:
- Prima evoluzione (Crisalide): Questa fase può essere considerata come una pre-evoluzione alla successiva, poiché l'intero corpo di Aizen viene ricoperto dalla materia dell'Hōugyoku facendolo sembrare un bozzolo, per poi successivamente sgretolarsi rivelando in seguito i suoi veri poteri nell'evoluzione vera e propria. In questa forma, Aizen appare ricoperto da una corazza interamente bianca, senza capelli, senza bocca e senza naso, con un colore degli occhi che normalmente appare viola. Il suo potere è così elevato da mettere al tappeto Shinigami del calibro di Isshin Kurosaki, Kisuke Urahara e Yoruichi Shihōin con molta facilità, sebbene questa non sia l'evoluzione vera e propria. La sua resistenza agli attacchi, inoltre, è molto sviluppata, tanto da resistere alle tecniche della zanpakuto di Kisuke, allo Shunkō di Yoruichi e al Getsuga Tenshō di Isshin (quest'ultimo comunque gli provocò gravi danni). Inoltre, in questo stadio, comincia anche la fusione tra la zanpakutō e il suo possessore.
- Seconda evoluzione: Dopo aver sconfitto con facilità Kisuke, Isshin e Yoruichi, Aizen ordina a Gin di aprire il Senkaimon. Gin obbedisce, ma durante questo lasso di tempo succede qualcosa che inizialmente impensierisce sia Gin che Ichigo (che era rimasto lì a seguire lo scontro), ovvero lo sgretolamento del volto di Aizen. La parte superiore del bozzolo si sgretola lentamente, mostrando il "vero" volto di Aizen, cioè l'originale, seppur con qualche cambiamento. I capelli castani si sono allungati, arrivando quasi al fondoschiena, mentre le sclere degli occhi passano dal bianco al viola e le iridi diventano di un colore biancastro; le pupille invece rimangono invariate. Si può notare che, da questo stadio in poi, Kyōka Suigetsu si fonderà completamente con il braccio destro del suo possessore. Aizen mostra il suo potere in questa forma all'interno del Mondo del Precipizio, quando il Koutotsu (normalmente invincibile e indistruttibile) si distrugge al semplice contatto con Aizen. Gin, un po' perplesso, segue il suo capo senza dire una parola, così i due escono dal Mondo del Precipizio ed invadono Karakura. Il suo potere viene mostrato anche in questo frangente, poiché alcuni abitanti di Karakura vennero uccisi involontariamente da Aizen: lui stesso spiegò che qualsiasi essere umano si avvicini troppo a lui, per via del suo reiatsu, cessa di esistere.

(Aizen, mostrandosi per la prima volta dopo lo stadio di crisalide, completando così la sua evoluzione.)
- Terza evoluzione: Aizen si evolve ulteriormente quando, dopo il tradimento da parte di Gin, tutto il suo petto (compresa anche la spalla sinistra) viene letteralmente polverizzato dal veleno di Kamishini no Yari, il Bankai di Ichimaru. Gin pensa che, sottraendo l'Hōugyoku dal corpo del proprio padrone, essa cessa di dare il suo potere a quest'ultimo, ma ciò non si rivela esatto: infatti Aizen, dopo un grido lacerante, viene avvolto da una luce violetta (che sembra uscire proprio dal punto in cui viene inferta la ferita), da cui in seguito uscirà nella sua nuova forma. Gin, nascosto dietro un edificio nelle vicinanze, osserva la scena, chiedendosi come mai stia avvenendo ciò. L'aspetto di Aizen cambia ancora: dalla sua schiena si protendono ora sei paia di ali, mentre sulla fronte appare un ipotetico terzo occhio. Il petto non sembra rigenerarsi completamente: infatti al suo centro rimane un buco circolare (che ricorda il buco di un Hollow) con una croce al di sopra, dove in seguito si andrà ad inserire l'Hōgyoku. In più, in questa evoluzione le pupille spariscono. La potenza di questo stadio viene mostrata nello scontro finale contro Ichigo, nel momento in cui con un solo fendente (anche se bloccato dallo shinigami) riesce a distruggere un grandissimo pezzo di territorio davanti a sé, e nel momento in cui Aizen afferma che con un kidō lanciato da lui, ovvero da un essere che trascende Hollow e Shinigami, potrebbe piegare lo spazio-tempo.

(Aizen, dopo aver completato la sua successiva evoluzione e aver trafitto Gin.)
- Quarta evoluzione: Aizen, adirato dal comportamento di Ichigo, si arrabbia spaventosamente, gridando a quest'ultimo come si permettesse di parlare in tono così arrogante essendo solo un misero umano. Dopo questa reazione, l'ipotetico occhio che aveva ottenuto nella forma precedente si "rompe": la rottura comporta l'uscita di un'iride di colore bianco che comincia a muoversi sempre più velocemente, mentre l'osso del collo sembra rompersi. In seguito Aizen verrà avvolto da un'intensa luce violetta, non mostrando precisamente in che modo avviene la trasformazione. Dopo che la luce si dissolve, in mezzo a un grandissimo mare di sangue, appare il nuovo Aizen. Il viso diventa completamente nero e gli occhi diventano tre, tutti senza pupille né iridi; il naso e le labbra spariscono, mostrando solo i denti, e nel petto si formano tre buchi che ricordano quelli degli Hollow (l'Hōugyoku è situata nel primo buco). Sei ali sono cadute, formando sei code che si uniranno alle sei ali principali a cui sono spuntati degli occhi al centro e delle maschere Hollow all'estremità; il vecchio viso di Aizen invece, spaccato a metà, è situato sulle sue guance, facendo cadere sulla schiena i suoi vecchi capelli. Ciò nonostante, Ichigo non sembra minimamente preoccupato di ciò, ma questa sua arroganza gli costerà il braccio sinistro, che viene totalmente ustionato da Fragor, tecnica che Aizen lancia da una delle maschere Hollow. L'esplosione provocata fu così potente da essere vista anche a chilometri di distanza dalla città di Karakura. In questo stadio, Aizen è anche così veloce da riuscire a sorprendere per un attimo anche lo stesso Ichigo.

Inoltre dopo essersi fuso con l'Hogyoku, Aizen raggiunge un livello di evoluzione talmente elevato che diviene praticamente immortale.